# アウスタ (ブルガリア)
アウスタ（ブルガリア語: Ауста）は、ブルガリア南部クルジャリ州モムチルグラト基礎自治体にある村。

## 人口統計
アウスタの民族構成
2011年の国勢調査では、アウスタの村の人口は206人であった。民族割合では、住民の大半（97.08パーセント）がトルコ人であった。また人口の2.91パーセントは不明であった。